# Chen Ti
Chen Ti (chinesisch 陳迪, Pinyin Chén Dí; * 3. Oktober 1983 in Keelung) ist ein ehemaliger taiwanischer Tennisspieler.

## Karriere
Chen Ti spielte hauptsächlich auf der ATP Challenger Tour und der ITF Future Tour.
Er konnte 23 Einzel- und 25 Doppelsiege auf der ITF Future Tour feiern. Auf der ATP Challenger Tour gewann er zwischen 2007 unnd 2017 sechs Doppelturniere. Zum 13. Mai 2013 durchbrach er die Top 200 der Weltrangliste im Einzel und seine höchste Platzierung war ein 184. Rang im September 2015. Im Doppel kam er 2014 bis auf Platz 119.
Von 2003 bis 2018 spielte Chen für die taiwanische Davis-Cup-Mannschaft. Für diese trat er in 24 Begegnungen an, wobei er im Einzel eine Bilanz von 15:17 und im Doppel eine Bilanz von 3:3 aufzuweisen hat.

## Erfolge
| Legende (Anzahl der Siege)  |
| Grand Slam                  |
| ATP World Tour Finals       |
| ATP World Tour Masters 1000 |
| ATP World Tour 500          |
| ATP World Tour 250          |
| ATP Challenger Tour (6)     |

### Doppel

#### Turniersiege
| Nr. | Datum              | Turnier   | Belag     | Partner         | Finalgegner                        | Ergebnis          |
| --- | ------------------ | --------- | --------- | --------------- | ---------------------------------- | ----------------- |
| 1.  | 25. November 2007  | Caloundra | Hartplatz | Jun Woong-sun   | Ivan Cerović Vjekoslav Skenderović | 6:2, 6:3          |
| 2.  | 10. Mai 2013       | Qarshi    | Hartplatz | Guillermo Olaso | Jordan Kerr Konstantin Krawtschuk  | 7:65, 7:5         |
| 3.  | 31. August 2013    | Bangkok   | Hartplatz | Huang Liang-chi | Jeong Suk-young Nam Ji-sung        | 6:3, 6:2          |
| 4.  | 28. Juni 2014      | Nanchang  | Hartplatz | Peng Hsien-yin  | Jordan Kerr Fabrice Martin         | 6:2, 3:6, [12:10] |
| 5.  | 21. Mai 2016       | Bangkok   | Hartplatz | Jason Jung      | Dean O’Brien Ruan Roelofse         | 6:4, 3:6, [10:8]  |
| 6.  | 24. September 2017 | Gwangju   | Hartplatz | Ben McLachlan   | Jarryd Chaplin Luke Saville        | 6:3, 6:4          |